# CSI: Miami
CSI: Miami jedna je od CBS-ovih popularnih Crime Scene Investigation (CSI) serija. Kao i u ostalim CSI-evima, CSI: Miami je kriminalističko dramska serija o timu forenzičkih znanstvenika, no ovaj put područje njihova djelovanja je Miami Dade (Florida). Uglavnom je snimana u SAD-u, pogotovo na području Los Angelesa (i naravno u Miamiju). Serija je prikazivana diljem svijeta. Prema istraživanjima iz travnja 2006. godine, jedna epizoda CSI: Miamia ima prosječno 20 milijuna gledatelja, pretvarajući se u najgledaniju seriju Sjeverne Amerike. Tim istražuje misteriozna ubojstva, zavjere i pljačke. Svaka epizoda usredotočena je na dva slučaja. Kao i u ostalim CSI serijama autor i izvođač naslovne pjesme je hard rock grupa The Who, a ovaj puta pjesma je "Won't Get Fooled Again". Glavni distributer serije je Alliance Atlantis. 

## Pregled serije
| Sezona | Sezona | Epizode | Premijera sezone   | Finale sezone     |
| ------ | ------ | ------- | ------------------ | ----------------- |
|        | 1      | 24      | 23. rujna 2002.    | 19. svibnja 2003. |
|        | 2      | 24      | 22. rujna 2003.    | 24. svibnja 2004. |
|        | 3      | 24      | 20. rujna 2004.    | 23. svibnja 2005. |
|        | 4      | 25      | 19. rujna 2005.    | 22. svibnja 2006. |
|        | 5      | 24      | 18. rujna 2006.    | 14. svibnja 2007. |
|        | 6      | 21      | 24. rujna 2007.    | 19. svibnja 2008. |
|        | 7      | 25      | 22. rujna 2008.    | 18. svibnja 2009. |
|        | 8      | 24      | 21. rujna 2009.    | 24. svibnja 2010. |
|        | 9      | 22      | 3. listopada 2010. | 8. svibnja 2011.  |
|        | 10     | 19      | 25. rujna 2011.    | 8. travnja 2012.  |

## Likovi
- Poručnik Horatio Caine (David Caruso) šef je dnevne smjene kriminalističkog laboratorija policije Miami-Dadea, bivši detektiv u Odjelu za ubojstva njujorške policije, forenzički analitičar i bivši član ekipe za eksplozive. Izvanredan je strijelac i ne oklijeva upotrijebiti smrtonosnu silu. Vrlo često ide do ekstremnih granica kako bi sačuvao dokaz ili potencijalnu žrtvu. Ponašanje mu je uvijek ozbiljno, a u razgovoru je direktan i drži se onog što je u datom trenutku najvažnije. Ima dobru komunikaciju s djecom koja su upravo doživjela traumatične događaje. Dok tješi žrtve ili razgovara sa zločincima, koristi "ostani miran" pristup. Njegov su zaštitni znak sunčane naočale koje veoma često nosi. Bio je kratko oženjen s Marisol Delko (Alana de la Garza), Ericovom sestrom; brak je kratko trajao jer su Marisol snajperom ubili članovi bande Mala Noche (Zla noć) u epizodi Rampage. U epizodi Dangerous Son otkrio je da ima 16-ogodišnjeg sina po imenu Kyle Harmon (iz veze koju je imao dok je radio na tajnom zadatku pod imenom John Walden). U epizodi In the Wind vidimo da je Kyle s vojskom u Afganistanu. U Going Ballistic Horatio je ustrijeljen. Međutim, u narednoj epizodi (Resurrection) vidimo da je Horatio lažirao svoju smrt kako bi zaustavio prodaju ilegalnih metaka. U 1. epizodi 8. sezone Out of Time u prisjećanjima je prikazano formiranje njegovog tima 1997. godine, nedugo nakon što je postao šef nove istražiteljske jedinice koja je brzo preimenovana u CSI.

- Calleigh Duquesne (Emily Procter) Horatiova je zamjenica. Specijalnost joj je balistika. Njena krhka građa, plava kosa i dobar izgled te južnjački naglasak često navode druge ljude da je podcijene, ali ona je briljantna i posvećena znanstvenica. Njen otac je odvjetnik koji ima problema s alkoholizmom i koji se pokušao od toga izliječiti više puta. Calleigh se u poslu uvijek i strogo drži propisa. U epizodi Ambush imala je problema s uhođenjem, tj. web-stranicom koja je pratila svaki njen korak; kasnije se otkrilo da je njen autor kolega iz laboratorije Dan Cooper za koga je ranije otkrila da je ukrao kreditnu karticu pokojnog Speedlea, zbog čega je dobio otkaz, pa joj se tako pokušao osvetiti. U epizodi All In Calleigh je oteta i prisiljena da pomogne "maskirati" mjesto zločina, ali su je kolege kasnije spasile. U Smoke Gets in Your CSI's hitno je odvezena u bolnicu i skoro umrla zbog udisanja dima dok je s Wolfeom spašavala dokaze i tijelo mrtvaca iz zapaljene kuće. U finalu 7. sezone (Seeing Red) ranila je Delka (ne znajući da je on taj na koga je pucala) i u sljedećoj epizodi vidimo da je on u kritičnom stanju, nakon čega počinje prisjećanje na 1997. godinu i njen prvi dan na poslu, kad se i upoznala s Delkom (s njim je, inače, u ljubavnoj vezi od 7. sezone).

- Eric Delko (Adam Rodríguez) stručnjak je za otiske prstiju i identifikaciju droge. Otac mu je Rus, a majka Kubanka (puno prezime mu je Delektorsky, ali ga je skratio nakon dolaska u SAD). Također je stručnjak i za ronjenje i zadužen je za pronalaženje dokaza pod vodom, kad to okolnosti zahtijevaju. U epizodi Shattered posao mu je došao u pitanje nakon što je uhićen zbog posjedovanja marihuane, ali se ispostavilo da je ona bila za njegovu sestru Marisol, kako bi pomoću nje ublažila bolove od tretmana za leukemiju. U Man Down, dok je pokušavao spasiti ženu koju je oteo bjegunac Clavo Cruz, Delko je kritično ranjen u glavu. Preživio je i vratio se u tim, ali je jedno vrijeme patio od djelomičnog gubitka pamćenja. U And How Does That Make You Kill? rekao je svojoj psihologinji (koju je po naredbi morao posjećivati nakon nekih traumatičnih iskustava) o naklonosti i osjećajima prema Calleigh. U The DeLuca Motel otkriveno je da trenutno boravi u motelu jer ga neko prati. Otkriveno je i da mu je otac kubanski Rus i da ga pokušava ubiti (glumi ga Rade Šerbedžija). Kasnije su se ipak susreli i donekle izgladili odnose. U već spomenutoj epizodi Seeing Red Delko je pokušao pomoći ocu i viđen je kako s njim bježi iz ilegalnog skladišta oružja, ali ga je u bijegu (ne znajući da je on za volanom) ranila Calleigh. Ipak, preživio je i viđen je kako se budi u bolničkoj sobi u epizodi Out of Time. Rodriguez se u 8. sezoni privremeno povukao iz serije (pojavio se u samo 3 epizode), a zamijenio ga je bivši CSI-evac Jesse Cardoza. Delko je svoj odlazak najavio govoreći Calleigh da napušta CSI-tim jer je život prekratak. Prije nego što se odveze, dobiva poruku od Horatia: "Uvijek ću biti tu".

- Ryan Wolfe (Jonathan Togo) radio je kao obični policajac u vrijeme kad ga je Horatio zaposlio u svom timu skoro bukvalno na licu mjesta, primijetivši s odobravanjem njegovo besprijekorno održavanje pištolja (vjerojatno zato što Wolfe ima OKP). Prvi se put pojavio u epizodi Under the Influence, ali nije postao stalni član do epizode Hell Night. Ryan je zamijenio Tima Speedlea, koji je ubijen u jednoj akciji jer mu je pištolj zakazao zbog lošeg održavanja. U epizodi Nailed Ryan je pogođen u oko iz pištolja za eksere. Na kraju epizode Burned dobio je otkaz jer je direktno bio povezan s osumnjičenikom za ubojstvo i jer to nije prijavio nadležnima. Nakon toga se okušao na više poslova: radio je na televiziji kao ekspert za mjesta zločina, stručni svjedok obrane, zatim kao tehničar u streljani, a prijavio se i za pomoćnika patologa. Za cijelo to vrijeme pokušavao se ponovo prijaviti za posao u CSI-timu, što mu je na kraju i uspjelo. U Going Ballistic Ryan dobiva poruku "Gotovo je" upravo nakon što je Horatio ustrijeljen. Međutim, otkrilo se da ga je Horatio zamolio za pomoć u lažiranju njegove smrti, kako bi Horatio mogao obaviti tajnu akciju. Na kraju epizode Target Specific i tokom naredne epizode (Wolfe in Sheep's Clothing) vidimo da je Ryana otela ruska mafija i prisilila ga da prikrije zločin.

- Natalia Boa Vista (Eva LaRue) jeste DNK-analitičarka kojoj je po dolasku u tim zbog nekih federalnih restrikcija bilo dozvoljeno raditi samo na neriješenim i zaboravljenim slučajevima. Prije dolaska u tim pobjegla je od muža koji ju je zlostavljao; u jednom slučaju ubojstva žene njena povezanost s udruženjem zlostavljanih žena bila je ključna za njegovo rješavanje. Na kraju 4. sezone otkriveno je da je Natalia FBI-eva "krtica" u laboratoriju; zadatak joj je bio da pomogne skupiti dovoljno informacija za pokretanje slučaja protiv Horatia i njegovog tima. U 5. sezoni otkrila je da je njen bivši muž Nick Townsend izišao iz zatvora, što ju je dosta uznemirilo. On se zaposlio kao čistač mjesta zločina i prilikom prvog susreta s Natalijom uručio joj je sudsku zabranu približavanja. Bili su u napetom odnosu sve do Nickovog ubojstva, za koje je Natalia nakratko bila osumnjičena. U epizodi Darkroom Wolfe pronalazi gomilu fotografija djevojaka koje su oteli trgovci ljudima i Natalia na jednoj od njih prepozna svoju sestru Anyu, a DNK s mjesta zločina potvrđuje da je Anya zaista jedna od otetih djevojaka. CSI-tim ih je kasnije uspio sve spasiti. U Tunnel Vision konačno je dobila dozvolu za nošenje vatrenog oružja i čak je u samoobrani prvi put ranila sumnjivca.

- Narednik Frank Tripp (Rex Linn) detektiv je iz Odjela za ubojstva, porijeklom iz Teksasa, koji se pridružuje CSI-timu na mjestu zločina. U dobrim je radnim odnosima sa svim članovima tima. U epizodi Dispo Day otkriveno je da je razveden i da ima troje djece. Nakon što je položio ispit za narednika u epizodi Dangerous Son, neko je vrijeme morao provesti u uniformi, radeći u patroli, ali se ubrzo vratio u Ubojstva i ponovo obukao odijelo (Guerillas in the Mist). Tokom ranih faza serije on i Horatio nisu se dobro slagali, ali se u novije vrijeme sve češće vide zajedno na mjestima zločina. Nakon što Wolfe dobije otkaz, a kasnije bude vraćen u tim, njih dvojica imaju jedan drugog "na zubu". U Chain Reaction dovodi Ryana da uzme otiske sa zatvorskog telefona, govoreći mu da mu je on "najdraži mali prašinar", pokušavajući ga time uvrijediti.

- Walter Simmons (Omar Benson Miller) najnoviji je član Horatiovog tima, u koji se prebacio iz noćne smjene. Porijeklom je iz Louisiane i specijalist je za krađe umjetnina. Prvi put se pojavio u Bolt Action, a stalni član postao je u Dude, Where's My Groom?.

- Jesse Cardoza (Eddie Cibrian) bivši je policajac iz Los Angelesa koji se ponovo prebacio u Miami. U epizodi Out of Time u prisjećanjima na 1997. godinu vidimo njegov posljednji dan na poslu u Miamiju prije odlaska u LA; tada je pomogao Horatiu da zaključi jedan slučaj nakon kojeg je Horatio postao šef nove istražiteljske jedinice koja će postati CSI. Cardoza se vratio u epizodi Hostile Takeover kao član tima, zamijenivši Delka. Po njegovom povratku, laboratorij je napadnut, a Cardoza je s još troje ljudi uzet za taoca, ali spasio ih je Horatio ispunivši otmičarev jedinstven zahtjev u zamjenu za njihove živote. Nakon toga, u Show Stopper došlo je do netačnosti u podacima o pređenoj kilometraži na CSI-evim Hummerima; Cardoza u početku nije to objasnio, ali je kasnije u svlačionici rekao Calleigh da je pratio ženu kojoj je prijetila opasnost od čovjeka s kojim je on imao posla u Kaliforniji i da se vratio u Miami jer je taj čovjek ubio i njegovu ženu. U lipnju 2010. objavljeno je da Cibrian nije odabran za stalnog glumca u seriji za sezonu 2010-2011 i da će njegov lik napustiti seriju.

- Dr. Tara Price (Megalyn Echikunwoke) bila je patologinja dnevne smjene nakon što je zamijenila Alexx u 7. sezoni. Debitirala je u Won't Get Fueled Again, a članica glavne ekipe postala u Bombshell. U Cheating Death Delko i Wolfe "smjestili" su joj praktičnu šalu s tijelom mrtvaca, zbog čega je cijeli taj slučaj umalo kompromitiran. Na kraju Divorce Party prikazano je kako Tara u mrtvačnici krade bočicu Oxycodona (opioidni analgetik) od žrtve i za nju lažno optužuje Juliu Winston, majku Horatiovog sina Kylea, kojeg je Horatio zaposlio kao stažistu u mrtvačnici nakon što je Kyle upao u nevolju. U Dissolved Wolfe se suočava s Tarom u vezi s ukradenim pilulama u njenom ormariću (Wolfe je odranije znao za to, ali je neko vrijeme šutio, jer ga je Tara uvjerila da je sve u redu s njom). Kada Julia upadne u mrtvačnicu zbog Tarine krađe i drži sve u njoj kao taoce, Tara konačno biva uhićena. Nakon ove epizode njen lik se više ne pojavljuje.

- Dr. Alexx Woods (Khandi Alexander) bila je patologinja u prvih 6 sezona. Medicinsku karijeru počela je kao liječnica u New Yorku, a postala je patologinja u okviru CSI-tima nakon što se iz ličnih razloga preselila u Miami. Veoma je emotivna osoba i u neku ruku "majčinska" figura za CSI-tim, pokazujući veliku brigu za njih. Također, često razgovara s mrtvim tijelima utješnim i brižnim tonom, kao da ih zapravo ispituje. Udana je i ima sina i kćerku s bivšim mužem koji je ubijen u jednoj od najranijih epizoda. U Rock and a Hard Place njen je sin bio glavni osumnjičeni za ubojstvo, što natjera Alexx da ponovo razmisli o svom poslu (i o mjestu u CSI-timu i prijateljstvu s njima) i ona daje otkaz, govoreći Horatiu: "Trebam provesti više svog vremena brinući se za žive". On joj odgovori da će, ako se nekad poželi vratiti, mjesto biti otvoreno za nju. Pojavila se u Smoke Gets in Your CSI's, ali kao honorarna liječnica u Hitnoj pomoći u bolnici Dade General.

- Yelina Salas (Sofia Milos) detektivka je iz Odjela za ubojstva, porijeklom iz Kolumbije, koja se često priključuje CSI-timu u istragama. Ona je i udovica Horatiovog brata Raymonda. Kasnije je počela vezu s narednikom Rickom Stetlerom iz Unutrašnje kontrole, inače Horatiovim ličnim "progoniteljem". Nakon što se otkrilo da je Raymond još uvijek živ, otišla je u Brazil s njim i sinom, gdje su se namjeravali pritajiti radi Raymondove sigurnosti. Ponovo se pojavljuje na početku 5. sezone (epizoda Rio). Naime, Horatio i Delko otišli su u Rio de Janeiro da uhvate Antonia Riaza, koji je naredio ubojstvo Horatiove žene i ujedno Delkove sestre, Marisol. Riaz u Riu ubija i Raymonda te pokušava regrutirati njegovog sina za raznosača droge po siromašnim i opasnim dijelovima područja. Međutim, Horatio ga spašava, ubivši na kraju Riaza, a Yelina i Ray Jr. vraćaju se u Miami, gdje Yelina počinje raditi kao privatni detektiv (epizoda Burned). U Dangerous Son Yelina za Horatia istražuje jednog osumnjičenog za kršenje uvjetne kazne; u istrazi pronalazi rodni list koji otkriva da je taj osumnjičeni zapravo Horatiov biološki sin. Vratila se i na početku 7. sezone, kada se ubacila u neprijateljske redove da pomogne Horatiu da uhvati krijumčara oružjem Rona Sarisa. U Seeing Red bila je oteta, ali ju je Horatio uspio spasiti.

- Tim "Speed" Speedle (Rory Cochrane) bio je stručnjak za razne vrste tragova i otisaka, porijeklom iz Syracusea, New York, a diplomirao je biologiju na sveučilištu Columbia. Poginuo je tokom intervencije zbog oružane pljačke draguljarnice u epizodi Lost Son; nije redovno održavao svoj pištolj, pa je on zakazao u ključnom trenutku obračuna u draguljarnici, što ga je koštalo života. Lik je izbrisan iz serije na zahtjev samog Cochranea, koji je želio nastaviti karijeru na filmu i kojem se navodno nije sviđao dug i naporan raspored snimanja serije. Ipak, pojavio se kao gost u epizodi Bang, Bang, Your Debt (6. sezona) u Delkovoj halucinaciji. U Out of Time otkriveno je da je Cardoza poznavao Speedlea, koji je 1997. godine radio u policiji St. Petersburga (Florida), i predložio je Horatiu da ga zaposli u svom novom timu.

- Poručnica Megan Donner (Kim Delaney) bila je Horatiova prethodnica na čelu CSI-tima koja je na neodređeno vrijeme napustila posao nakon muževe smrti. Nakratko se vratila i radila s Horatiom, koji je u međuvremenu postavljen za glavnog istražitelja CSI-jedinice, ali je dala otkaz kad je shvatila da je pritisak posla sada veći nego što može podnijeti. Neke od ovih stvari kasnije su prepravljene: u Out of Time vidimo prisjećanja na slučaj koji je doveo do formiranja CSI-tima; po tom novom scenariju, Donner (koja je spomenuta, ali ne i viđena u toj epizodi) još uvijek je radila u laboratoriju, ali je Horatio bio na njegovom čelu od osnivanja. Ovaj lik navodno je izbrisan iz serije zbog nedostatka "kemije" između Delaney i Carusa.

## Glumačka postava po sezonama
| Glumac              | Lik               | Sezone       | Sezone       | Sezone       | Sezone       | Sezone | Sezone | Sezone | Sezone       | Sezone | Sezone |        |
| Glumac              | Lik               | 1            | 2            | 3            | 4            | 5      | 6      | 7      | 8            | 9      | 10     |        |
| ------------------- | ----------------- | ------------ | ------------ | ------------ | ------------ | ------ | ------ | ------ | ------------ | ------ | ------ | ------ |
| David Caruso        | Horatio Caine     | Glavni       | Glavni       | Glavni       | Glavni       | Glavni | Glavni | Glavni | Glavni       | Glavni | Glavni | Glavni |
| Emily Procter       | Calleigh Duquesne | Glavni       | Glavni       | Glavni       | Glavni       | Glavni | Glavni | Glavni | Glavni       | Glavni | Glavni | Glavni |
| Adam Rodriguez      | Eric Delko        | Glavni       | Glavni       | Glavni       | Glavni       | Glavni | Glavni | Glavni | Ponavljajući | Glavni | Glavni |        |
| Jonathan Togo       | Ryan Wolfe        |              |              | Glavni       | Glavni       | Glavni | Glavni | Glavni | Glavni       | Glavni | Glavni |        |
| Rex Linn            | Frank Tripp       | Ponavljajući | Ponavljajući | Ponavljajući | Ponavljajući | Glavni | Glavni | Glavni | Glavni       | Glavni | Glavni |        |
| Eva LaRue           | Natalia Boa Vista |              |              |              | Ponavljajući | Glavni | Glavni | Glavni | Glavni       | Glavni | Glavni |        |
| Omar Benson Miller  | Walter Simmons    |              |              |              |              |        |        |        | Glavni       | Glavni | Glavni |        |
| Sofia Milos         | Yelina Salas      | Ponavljajući | Ponavljajući | Glavni       |              | Gost   | Gost   | Gost   |              |        |        |        |
| Kim Delaney         | Megan Donner      | Glavni       |              |              |              |        |        |        |              |        |        |        |
| Rory Cochrane       | Tim Speedle       | Glavni       | Glavni       | Glavni       |              |        | Gost   |        |              |        |        |        |
| Khandi Alexander    | Alexx Woods       | Glavni       | Glavni       | Glavni       | Glavni       | Glavni | Glavni | Gost   | Gost         |        |        |        |
| Megalyn Echikunwoke | Tara Price        |              |              |              |              |        |        | Glavni |              |        |        |        |
| Eddie Cibrian       | Jesse Cardoza     |              |              |              |              |        |        |        | Glavni       | Gost   |        |        |

## Nagrade i nominacije

### Nagrade
ASCAP nagrada
- Najbolja TV-serija (2006)
- Najbolja TV-serija (2005)

ASC nagrada
- Izvanredno postignuće u kinematografiji u kategoriji Filmovi sedmice/Pilot-epizoda za TV-mrežu (za epizodu Cross Jurisdictions, 2003)

Emmy
- Izvanredna koordinacija kaskadera (2007)
- Izvanredna kinematografija za serije snimane jednom kamerom (2003)

BMI filmske i TV-nagrade
- BMI TV Music Award (2008)
- BMI TV Music Award (2005)
- BMI TV Music Award (2004)
- BMI TV Music Award (2003)

Image nagrada
- Izvanredna sporedna glumica u dramskoj seriji (Khandi Alexander, 2005)

Nagrada za obradu zvuka
- Najbolja obrada zvuka u muzici za televiziju - kratkometražna forma (za epizodu Rio, 2007)
- Najbolja obrada zvuka u dugometražnoj televizijskoj formi (za epizodu Crime Wave, 2005)

People's Choice Awards
- Omiljena nova dramska TV-serija (2003)

### Nominacije
Osim nagrada, serija je imala još sveukupno 21 nominaciju za razne nagrade.